# Джувайрия бинт аль-Харис
Джувайрийя бинт аль-Ха́рис (араб. جويرية بنت الحارث‎; ум. 676, Медина) — одна из жён пророка Мухаммада, мать правоверных.

## Биография
Джувайрия бинт аль-Харис была дочерью вождя племени Бану Мусталик Хариса ибн Абу Дирара. В 626 году мусульмане победили племя Мусталик, в результате чего Джувайрия была пленена. Её отец был вынужден приехать к пророку Мухаммаду с просьбой об её освобождении, и выплатить в качестве выкупа верблюдов. После освобождения Джувайрийи, пророк Мухаммад переговорил с её отцом и его приближенными, в результате чего они приняли ислам. После этого, пророк Мухаммад попросил Хариса ибн Абу Дирара выдать Джувайрию за него замуж. Одной из причин этого брака было стремление пророка Мухаммада установить добрые отношения с племенем Бану Мусталик, которое было достаточно влиятельным на Аравийском полуострове. После заключения брака мусульмане отпустили на волю около 100 семей пленённых мусталикитов.
Джувайрия была добродетельной и набожной женщиной. Она скончалась в 676 году в Медине.